# Francisco Rodríguez Galeano y Calvo
Francisco Rodríguez Galeano y Calvo fue un neogranadino nacido en Bogotá que sirvió como alcalde de dicha ciudad en 1668 siguiendo el ejemplo de su padre y su abuelo también alcalde de la ciudad colonial.

## Biografía
Su padre era Francisco Rodríguez Galeano y Velásquez alcalde de Bogotá en tres ocasiones entre 1635 y 1661, de igual manera su abuelo Francisco Galeano fue alcalde en tres ocasiones 1599, 1622 y 1633.Descendientes todos de la familia del conquistador y fundador de Vélez, Santander Martín Galeano del linaje de la familia noble Galeano de Italia. Encomendero, compañero de Gonzalo Jiménez de Quesada y participe de la conquista del Nuevo Reino de Granada.
Se casó con María de Vergara Azcárate y Mayorga hija de Antonio de Vergara Azcárate alcalde, gobernador y tesorero de la casa de la moneda. En 1700 se inauguraba la capilla del sagrario de Bogotá construida durante 40 años por el sargento mayor Gabriel Gómez de Sandoval, la noche anterior a la inauguración, en febrero, se celebraba una fiesta privada en casa del Sargento con la aristocracia santafereña para celebrar la colocación de la Sagrada Eucaristia y fundación del templo. Acudia Francisco con su esposa, la familia vergara, Jerónimo Berrio y Caycedo, el nieto del marqués de Quintana de las Torres, la familia de Francisco Félix Beltrán, Diego Antonio de Valenzuela y Fajardo entre otros no documentados.